# Francisco Macías Nguema
Francisco Macías Nguema, właśc. Mez-m Ngueme (ur. 1 stycznia 1924 w Nzeng Ayong, zm. 29 września 1979 w Bioko) – gwinejski polityk, urzędnik hiszpańskiej administracji kolonialnej, później pierwszy postkolonialny przywódca Gwinei Równikowej, prezydent i faktyczny dyktator tego kraju od 1968 do 1979.

## Życiorys
Pochodził z klanu Esangui. Urodził się w 1924 roku we wsi Nzeng Ayong. O jego młodzieńczych latach niewiele wiadomo. Jedną z niewielu informacji jest ta, że jego ojciec był znanym na cały kraj czarownikiem. Pracował jako urzędnik w kolonialnej administracji. Następnie został wybrany na burmistrza Mongomo. Kolejnym elementem drogi do władzy było objęcie stanowiska deputowanego w tymczasowym parlamencie. W 1964 roku został zastępcą premiera rządu przejściowego. W 1968 roku w przededniu uzyskania niepodległości przez Gwineę, wziął udział w wyborach prezydenckich. Reprezentował w nich najbardziej popularną partię – Ruch Wyzwolenia Narodowego Gwinei Równikowej (MONALIGE). Dzięki populistycznym i nacjonalistycznym hasłom odniósł wyborcze zwycięstwo nad premierem Bonifacio Ondo Edu. Po oficjalnym zaprzysiężeniu Nguemy na urząd prezydenta, Ondo Edu udał się na wygnanie do Gabonu, a po powrocie do kraju został oskarżony o planowanie puczu i rozstrzelany.
Początkowo swoje rządy oparł na koalicji czterech partii politycznych, działających głównie według kryteriów plemiennych. Następnie zakazał ich działalności i objął w pełni dyktatorskie rządy. Przez pierwsze 145 dni jego rządy były stosunkowo liberalne, a on sam popierał ideę budowy wolnego społeczeństwa.
Jako że już w przeszłości nabrał radykalnie szowinistycznych (szczególnie antyhiszpańskich) poglądów, nakazał wyjazd z kraju społeczności hiszpańskiej – w marcu 1969 roku z Gwinei Równikowej wyjechało 7 tys. Hiszpanów. Wielu z nich stanowiło siłę wysoko wykwalifikowanych i wykształconych pracowników, których brak doprowadził do załamania się gospodarki.
W 1971 roku na mocy dekretu zniósł część przepisów zawartych w konstytucji i nadał sobie wszystkie uprawnienia rządu i instytucji państwowych. W 1972 roku ogłosił się dożywotnim prezydentem, w tym samym dniu zjednoczył wszystkie istniejące partie w jedno ugrupowanie o nazwie Zjednoczona Partia Narodowa i sam stanął na czele tej monopartii. Jako dożywotni prezydent oparł rządy na klanie Esangui i fanatycznym szczepie Fang, który ogłosił go „Wielkim Czarownikiem”.
Początkowo Macias spotykał się z przejawami opozycji, w tym – w rządzie. Postanowił jednak rozprawić się z przeciwnikami w ramach rządu – wezwany do pałacu prezydenckiego minister spraw zagranicznych Dongo Miyone został zabity. W ramach kolejnych prześladowań życie straciło 10 z 12 ministrów, którzy stanowili pierwszy w historii niepodległego kraju rząd. Macías zastąpił ich swymi krewnymi lub członkami klanu Esangui. Jeden z jego bratanków dostał urząd dowódcy gwardii narodowej, zaś inny piastował tekę ministra aż czterech resortów (finansów, handlu, informacji i bezpieczeństwa). Dyktator osobiście mianował agentów swych osławionych tajnych służb, wydając im rozkazy gromadzenia wszystkich opozycjonistów na stadion sportowy, gdzie odbywały się masowe egzekucje przeciwników prezydenta. Oprócz opozycjonistów służby likwidowały domniemanych przeciwników Macíasa, a także osoby zwyczajnie mu nieodpowiadające.
W 1973 roku unieważnił dotychczasową konstytucję i ogłosił wprowadzenie nowego dokumentu. Nowa ustawa zasadnicza przyznawała Nguemie i monopartii władzę absolutną. W parze ze zwiększaniem kompetencji szło wdrażanie kultu jednostki. Dyktator nadał sobie tytuł „Niezwykłego Cudu Gwinei” oraz próbował wdrożyć własny kult w ramach Kościoła katolickiego. Z czasem zaczął wydawać coraz bardziej absurdalne rozporządzenia – katastrofalna w skutkach okazała się szczególnie decyzja o likwidacji Banku Centralnego. Uważany za niezrównoważonego psychicznie prezydent doprowadził Gwineę do ruiny gospodarczej.
W 1979 roku rządy prezydenta skrytykowane zostały przez ONZ. Jeszcze w tym samym roku prezydent przeprowadził egzekucje kilku członków rodziny. Międzynarodowa izolacja i coraz bardziej widoczne czystki doprowadziły 3 sierpnia 1979 roku do zamachu stanu. Na czele puczu stanął bratanek dyktatora Teodoro Obiang Nguema Mbasogo. Początkowo prezydent nie chciał się poddać, jednak po dezercji części wiernych mu oddziałów próbował salwować się ucieczką. Został schwytany po dwóch tygodniach ukrywania się i postawiony przed trybunałem wojskowym. Trybunał oskarżył dyktatora o ludobójstwo, masowe morderstwa, naruszanie praw człowieka, zdradę państwa i defraudację funduszy państwa. 29 września 1979 roku trybunał skazał Nguemę i sześciu członków jego reżimu na karę śmierci. Wszyscy skazani zostali rozstrzelani tego samego dnia. Według świadków egzekucji, prezydent podczas wykonywania wyroku zachował spokój.
Ocenia się, że w trakcie jego dyktatury zginęło 80–100 tysięcy osób, a 120 tysięcy uciekło poza granicę Gwinei Równikowej.